# ユニオン・パシフィック鉄道4000形蒸気機関車
ユニオン・パシフィック鉄道4000形蒸気機関車は、アメリカ合衆国のユニオン・パシフィック鉄道が1941年から1944年にかけて製作した、世界最大・最強級の蒸気機関車である。アメリカン・ロコモティブ（アルコ）社の手で25両（4000 - 4024号機）が製造され、ビッグボーイ(Big Boy)の愛称で一般によく知られている。

## 概要
ビッグボーイは、「世界最大の蒸気機関車」、「世界最強の蒸気機関車」とよく称されるが、これについては異論もある。
最大最強の条件をどこで取るかによってビッグボーイ以上の車両がいくつかあるためで、『最強』部門に限っても「ノーザンパシフィック鉄道Z-5（イエローストーン）」（車輪配置2-8-8-4）は火床・伝熱・過熱面積はいずれもビッグボーイ以上であり、計算上の牽引力も上回っている。また牽引力だけならさらに上がおり、「エリー鉄道P1型」（車輪配置2-8-8-8-2）は「72562㎏」が記録されている。
『最大（最重）』部門でも、アメリカでテンダーを含めた全長最大はペンシルベニア鉄道S-1型（車輪配置6-4-4-6）で、ビッグボーイは第2位、総重量も機関車本体だけではチェサピーク＆オハイオ鉄道H-8（アレゲニー）（車輪配置2-6-6-6）の方が重くビッグボーイは第2位となる。
ビッグボーイが最も大きいのは「機関車部分の全長」「テンダーを含めた総重量」などの数値である。他のさまざまな要素を考え合わせると、ビッグボーイは、この種の大型機関車の中では最も成功した機関車といえる。
4-8-8-4という車輪配置を持つ機関車は、ビッグボーイだけである。
この車輪配置は、2組の4軸動輪ユニットを合体し、それに2軸の先輪と2軸の従輪を付け加えたものである。先輪は高速運転時の安定性向上のためであり、従輪は大きくて重い火室を支える働きをする。この車輪配置を見るだけで、ビッグボーイが高速時にパワーを発揮することができる機関車と判断することが出来る。形態的には、20世紀初頭に開発された関節式4シリンダ機関車の一種であるマレー式に似るが、厳密にはマレー式が後部シリンダで使用した蒸気を前部シリンダで再び使用する複式機関車の一種であるのに対し、ビッグボーイは4個のシリンダに直接ボイラーから蒸気を供給する単式膨張型関節機関車（シンプル・アーティキュレーテッド）であり、異なるものである。
ただし、単式としたこのような構成の機関車を指す名称が特に無いこともあり、単式のものもマレー式（シンプルマレー、単式マレー）と呼ばれることが多い。

## 背景
ユニオン・パシフィック鉄道は、ワサッチ山脈を越える11.4パーミルの勾配で3300トンの貨物列車を牽くために、このビッグボーイを制作した。ビッグボーイの登場以前は、勾配を越える列車に補機を連結する必要があったため、補機の連結解放の手間と時間や乗務員の手配の必要性があり、列車の速度向上に限界があった。
そのため新型の機関車が計画されたが、勾配区間で補機を不要にするためだけではなく、勾配を越えたところで機関車を付け替える手間を省くために、長編成の列車を平坦線で時速60マイル（時速100キロメートル）で牽引することができる機関車である必要があった。
これ以前の1936年にユニオン・パシフィック鉄道ではチャレンジャー（車輪配置4-6-6-4）を製造しており、これが高速貨物機として抜群だったことから、これを拡大しボイラーを溶接式にして圧力の上昇（19.7 → 21 kg/cm2）、二本煙突の採用、また先輪台車に左右動だけを与え持ち上がらない構造にして第一動輪のスリップを防ぐようにし、勾配や線路の凹凸を吸収するようにした。（この方式は後期のチャレンジャーにも採用された）
なお、単式関節式機関車はアメリカの数々の鉄道で使用されたが、大概は鉱石輸送などの低速運転主体であり（複式のマレーに比べ）高速を出せるという強みをもっともよく発揮させたのはユニオン・パシフィック鉄道と言われている。

## 運用

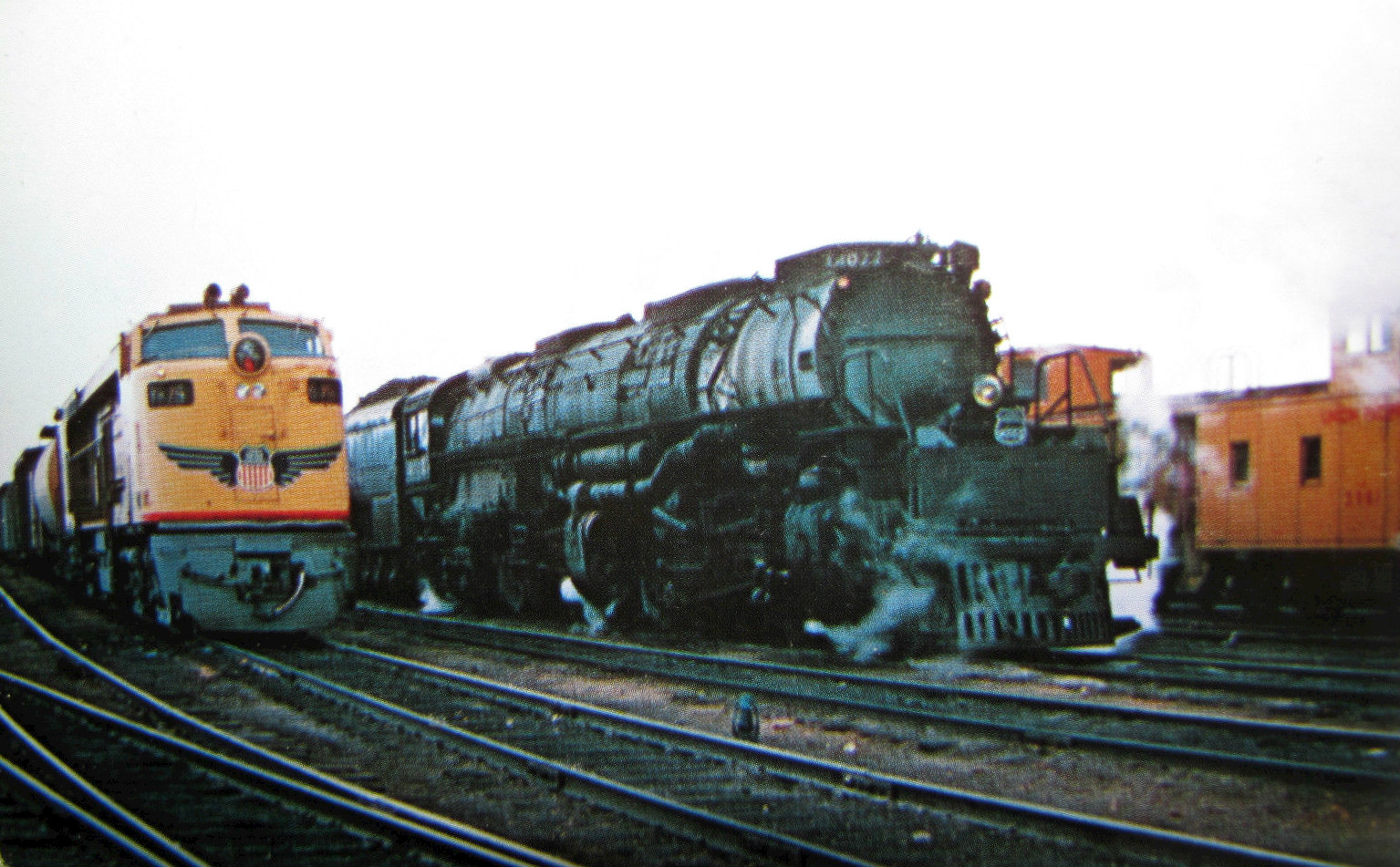
後継機といえるガスタービン機関車と並んだ4022号

製造された25両のビッグボーイは20両と5両の2つのグループに分けることができる。25両全部が石炭を燃料とする機関車で、低品質なワイオミング産の石炭を燃やすために広い火格子を持っている。変わったものでは1946年に炭鉱ストライキによる石炭不足への対策で4005号機は重油燃焼機関車に一時的に改造されたが、1948年には石炭燃焼に戻された。
ビッグボーイは新人の機関助士でも扱うことが可能な機関車だったため、第二次世界大戦中によく活躍した。熟練した機関助士達の多くが戦場へ行ったことによる欠員は、徴兵されたものの戦闘には向かない男達によって補充されたが、ビッグボーイは彼らでも運転できた。
第二次世界大戦後は石炭の値段と人件費が上昇したため、ビッグボーイにとっても未来は明るいものではなかった。しかしビッグボーイは、最後まで走り続けた蒸気機関車の1つとなった。ビッグボーイが最後の営業列車を牽引したのは1959年7月で、大部分のビッグボーイは、1961年まで走行可能な状態で保管されていた。ワイオミング州のグリーン・リバーでは、1962年まで4台が走行可能な状態で残っていた。

## 保存
ビッグボーイは、アメリカ合衆国内に多く保存されている。有名な機関車であること、活躍したのがアメリカ西部であったことがその理由である。アメリカ西部の町や博物館は、ビッグボーイのような大きなものを置いておけるスペースがあるためである。
25両のうちの8両が、現存している。
- 4004: Holliday Park、ワイオミング州シャイアン
- 4005: en:Forney Transportation Museum 、コロラド州デンバー
- 4006: en:Museum of Transportation、ミズーリ州セントルイス
- 4012: en:Steamtown National Historic Site ペンシルベニア州スクラントン
- 4014: 動態保存 en:Los Angeles County Fairplex、カリフォルニア州ポモナ
- 4017: アメリカ国立鉄道博物館、ウィスコンシン州グリーンベイ（運転台内部の設備のみ）
- 4018: en:Museum of the American Railroad、テキサス州ダラス
- 4023: en:Kenefick Park、ネブラスカ州オマハ

4017号機以外は、屋根のない露天の状態で保存されている。しかし、保存機の中でも最良の状態を保っているのは4014号機である。これは南カリフォルニアの高温かつ乾燥した気候と、鉄道・機関車史学会の支部の人たちの維持管理によるものである。スチームタウン国定史跡にある4017号機も良好な状態にある。かなりの額の基金とボランティアのおかげで、グリーンベイにある博物館の内部に、侵入者にあらされたりすることのない場所が作られ、そのほかの鉄道関係の資料とともに保管されている。
2013年7月、ユニオン・パシフィックは4014号機を取得し、動態復帰のための整備を開始すると発表した。2019年5月に最初の大陸横断鉄道の開通150年を迎えるにあたり、ユニオン・パシフィックはそれに間に合わせられるよう、3年から5年をかけて復元工事を行うとした。2014年5月8日に保存場所のポモナからシャイアンヘ機関車で輸送され、シャイアンにて復元作業が行われた。そして2019年5月4日、4014号機はおよそ5年間の修繕を終えて披露され、その後ユタ州オグデンでの祝賀イベントに参加した。